# Quadricrura septentrionalis
Quadricrura septentrionalis är en svampart som beskrevs av Kaz. Tanaka, K. Hirayama & Sat. Hatak. 2009. Quadricrura septentrionalis ingår i släktet Quadricrura och familjen Tetraplosphaeriaceae.   Inga underarter finns listade i Catalogue of Life.